# Saša Ognenovski
Saša Ognenovski (3 de abril de 1979) é um futebolista australiano de ascendência Macedônia, que atua como zagueiro.

## Carreira
Alcançou rápido sucesso em seu ex-time, Seongnam Ilhwa Chunma, conquistando os méritos de ter sido eleito Jogador Asiático do ano (Asian Footballer of the Year) de 2010 e o capitão da equipe na conquista da Liga dos Campeões da AFC de 2010.

## Seleção
Tais fatos contribuíram para que fosse finalmente convocado pela Seleção Australiana de Futebol, para a disputa da Copa da Ásia de 2011, tendo declarado anteriormente interesse em defender a seleção macedônia de futebol por sentir-se frustrado em nunca ter sido convocado para defender a Austrália até então..